# 上海良友
上海良友（集团）有限公司是中華人民共和國上海市的一家從事糧油食品經營的國有企業，旗下有生產乐惠品牌大米的上海乐惠米业有限公司、生產海獅食用油的上海良友海狮油脂实业有限公司以及成立於2003年名為良友金伴的便利連鎖店（
上海良友金伴便利连锁有限公司）。

## 历史
1998年8月，上海市人民政府在原上海市糧食局所屬企業的基礎上組建上海良友（集团）有限公司。截至2013年末，公司下轄44家全資和控股子公司。
2015年，上海良友（集团）有限公司與光明食品集團和光明米業集團實施聯合重組。 受此影响，同年9月，惠誉评级将中国光明食品（集团）有限公司的长期发行人违约评级和高级无抵押评级从“BBB-”上调至“A-”。